# Svínfellingar
Gli Svínfellingar erano un potente clan dell'Islanda tra il XII e il XIII secolo, durante l'epoca dello Stato libero d'Islanda; il loro nome deriva dal luogo in cui si insediarono, Svínafell, presso Öræfi.
Il capostipite degli Svínfellingar fu Flosi, uno di coloro che bruciò Njáll Þorgeirsson secondo la Njáls saga; la loro influenza si estendeva sulla zona dell'Austurland (nell'Islanda orientale). Nonostante il loro potere, giocarono un ruolo marginale nella guerra civile islandese, durante l'Epoca degli Sturlungar (1220-1264), rispetto ad altri clan come gli Haukdælir o gli stessi Sturlungar, ed il loro potere svanì in seguito alla firma del Gamli sáttmáli ("Vecchio Patto") ed all'annessione dello Stato libero d'Islanda alla Norvegia di re Haakon IV.